# Turó del Faig de la Bandera
El Turó del Faig de la Bandera és una muntanya de 1.286 metres que es troba al municipi del Brull, a la comarca d'Osona.